# Darinko Kosor
Darinko Kosor (Zagreb, 14. ožujka 1965.), hrvatski političar. Bio je predsjednik Hrvatske socijalno-liberalne stranke do 2019. godine kada ga je naslijedio Dario Hrebak.

## Životopis
Rodio se je 14. ožujka 1965. u Zagrebu. Ekonomist je po struci.

## Politika
Članom je Hrvatske socijalno-liberalne stranke od 1992. godine. Bio je zamjenikom gradonačelnika Grada Zagreba (2000. – 2001.), te nositeljem stranačke liste HSLS-a za Gradsku skupštinu Grada Zagreba na lokalnim izborima (2001.). Član je Maloga vijeća HSLS-a od 2002. godine. Bio je treći po redu na stranačkoj listi HSLS-a u I. izbornoj jedinici za Sabor (2003.). Predsjednikom je Hrvatske socijalno-liberalne stranke od 14. studenoga 2009. godine do mjeseca prosinca 2019. godine kada ga nasljeđuje Dario Hrebak, gradonačelnik Bjelovara. Na hrvatskim parlamentarnim izborima 2011. bio je prvi po redu na stranačkoj listi HSLS-a u II. izbornoj jedinici. Bio je predsjednikom Gradske skupštine Grada Zagreba (2014.).

## Prijašnje političke organizacije i stranke
Izjavljivao je kako je ponosan na činjenicu svoga predsjednikovanja Gradskom konferencijom Saveza socijalističke omladine Hrvatske Zagreba (Gradska zajednica općina Zagreb), kojoj je bio zadnjim predsjednikom. Godine 1990. bio je u rukovodstvu  Autonomnoga demokratskog saveza Hrvatske (ADSH), čijega je osnivanja koordinatorom. ADSH je ušao u sastav SDSH. Bio je članom i potpredsjednikom Socijaldemokratske stranke Hrvatske (1991.).

## Ostale javne dužnosti Darinka Kosora
- Udruženje stanara Hrvatske, predsjednik (1991.)

## Poznati rođaci
- U daljnjem je srodstvu s nekadašnjom predsjednicom Vlade Republike Hrvatske i bivšom predsjednicom HDZ-a Jadrankom Kosor.
- Josip Kosor

## Vanjske poveznice
- Životopis na stranicama Hrvatske socijalno-liberalne stranke.